# Keep Fishin'
Keep Fishin' è il secondo singolo estratto dal quarto album degli Weezer, Maladroit.
Il nome Keep Fishin' è l'abbreviazione del titolo più lungo che doveva essere "I got mo' beats than y'all/Keep fishin' still seems small.".
Durante alcuni spettacoli dal vivo del 2005, il chitarrista Brian Bell ha cantato la canzone come leader vocale.
La canzone ha raggiunto la posizione numero 24 sulla Triple J Hottest 100 nel 2002.

## Video
Il video di Keep Fishin è stato diretto ancora una volta da Marcos Siega, e vede gli Weezer ospiti al The Muppet Show. Inizialmente la direzione doveva essere affidata la regista Kevin Smith ma senza i Muppets.
Nel video, la versione audio della canzone è diversa da quella originale. La versione presente nell'album, rea di essere un po' più ruvida, è stata quindi remixata come appare nel video.

## Formazione
- Rivers Cuomo - voce e chitarra
- Brian Bell - chitarra
- Scott Shriner - basso
- Patrick Wilson - batteria